# マニラMRT3号線
メトロレール・トランジット3号線（英語: Metro Rail Transit Line 3）、通称：MRT-3、メトロスター・エクスプレス（英語: Metrostar Express）は、フィリピンのマニラ首都圏で運営されているマニラ・メトロレール・トランジット・システム（マニラMRT）によるラピッド・トランジット。同時にライトレールとしての側面も持つ。メトロレール・トランジット・コーポレーション (MRTC)によって建設され、フィリピン運輸省によって運営されている。
エドゥサ通りに沿って南北に走る新イエローライン（旧ブルーライン）と呼ばれるMRT3号線の1本が営業路線である。また、LRT1号線とLRT2号線の2本はマニラ・ライトレール・トランジット・システムとして、ライトレール・トランジット・オーソリティ (LRTA) によって運営されている。
主として高架鉄道となっている。

## 概要

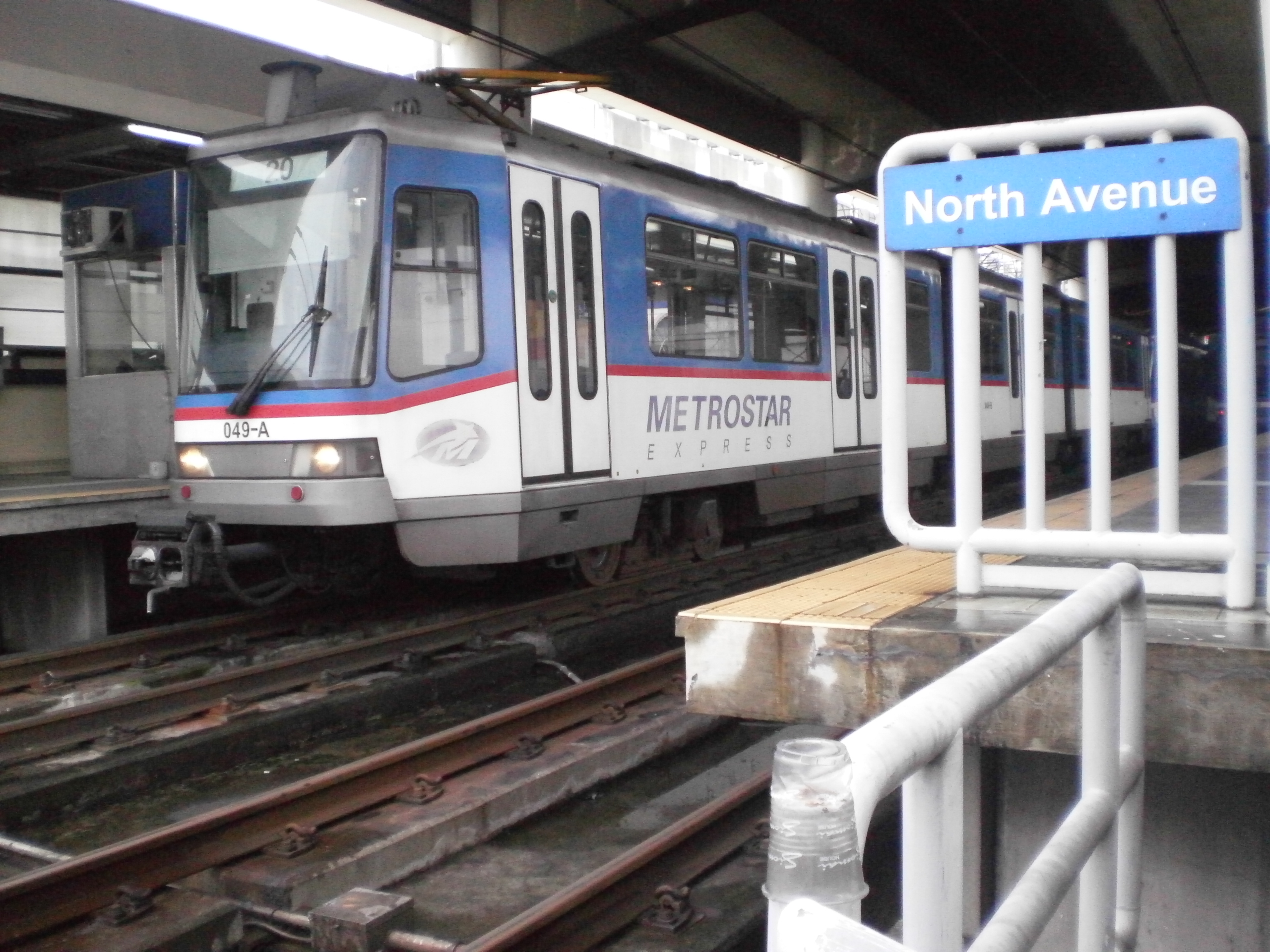
ノース・アベニュー駅に停車するメトロレール

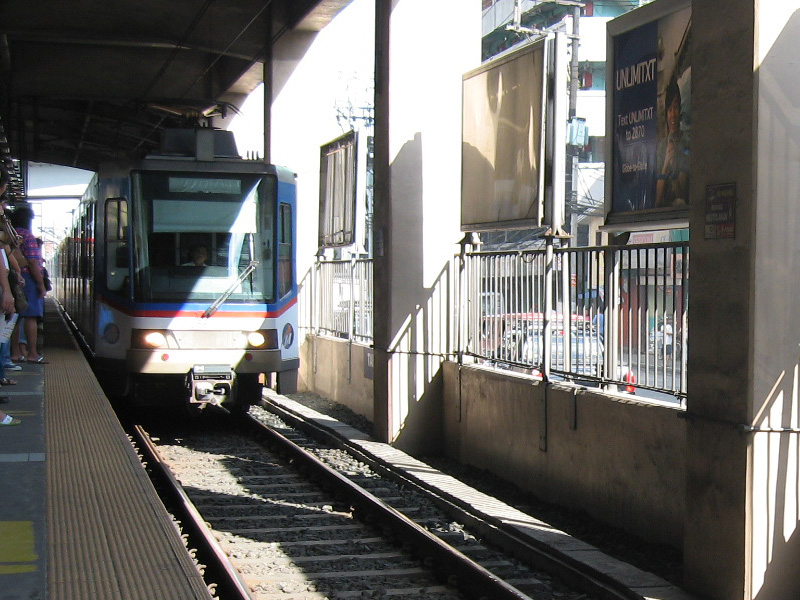
島式ホームを持つタフト・アベニュー駅

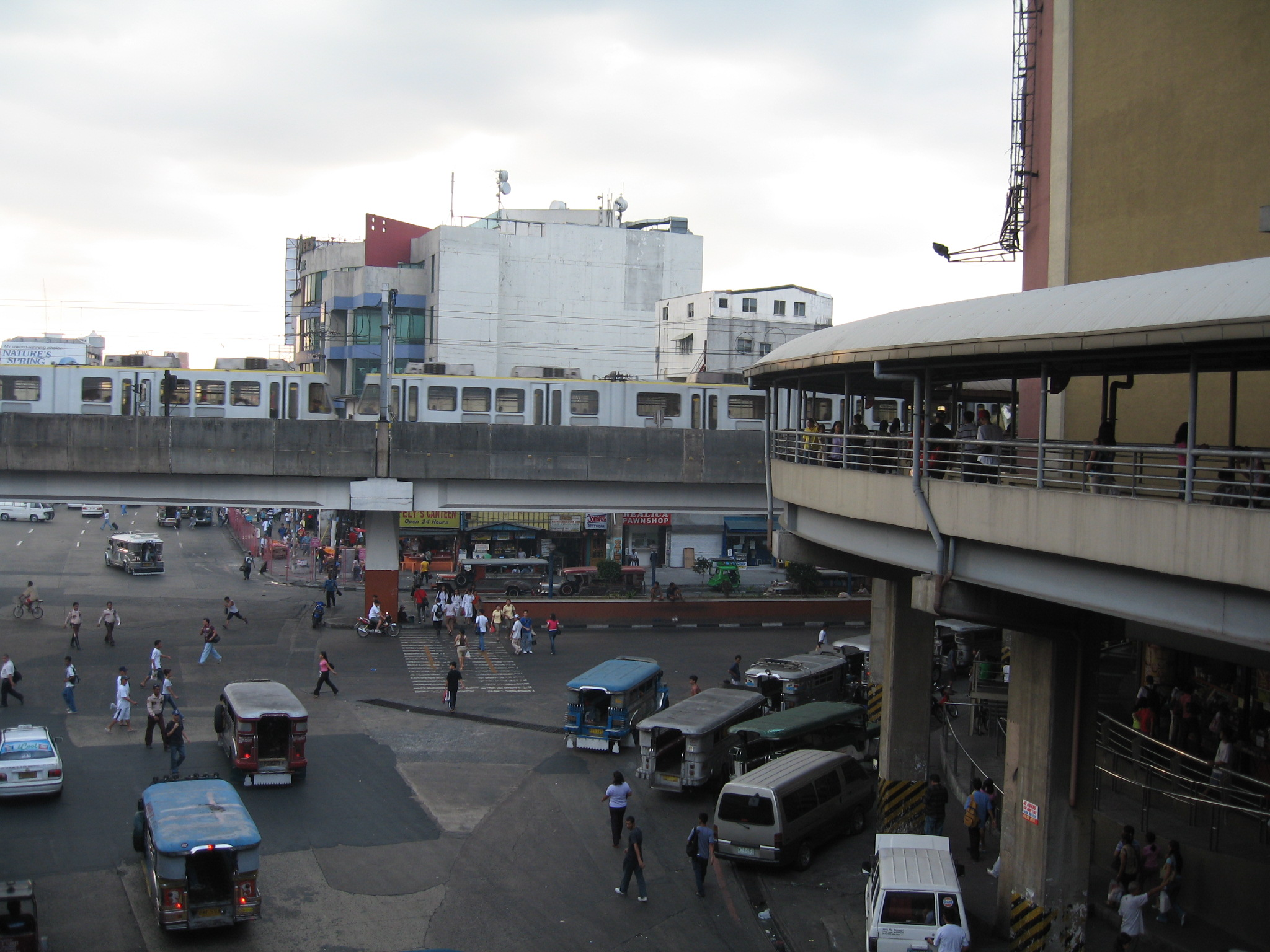
MRT3号線タフト・アベニュー駅 とLRT1号線エドゥサ駅を接続する歩道橋

MRT3号線は1970年代に計画された後、LRT1号線に次いで1999年に営業を開始した。南端のタフト・アベニュー駅から北端のノース・アベニュー駅までの全長16.8km、13の駅を持つ。1日60万人の乗降客数があり慢性的に容量をオーバーしており、マニラ・ライトレール・トランジット・システムの2路線と比較しても最も混雑する路線である。エドゥサ通りの慢性的な渋滞の解消を目指したのにもかかわらず、その効果は限定的である。
タフト・アベニュー駅 にてLRT1号線のエドゥサ駅と、アラネタ・センター-クバオ駅にてLRT2号線のアラネタ・センター-クバオ駅と、マガリャネス駅にてフィリピン国鉄線エドゥサ駅と乗り換えが可能である。
営業時間は平日は午前5:30から午後11:00まで、土日祝は午前5:30から午後10:00まで。ほぼ毎日営業しているが、4月の聖週間は整備のため運休となる他、運休する日を新聞や駅にて案内している。

### 路線データ
- 営業主体：
  - 日本の第二種鉄道事業者に相当：フィリピン運輸省 (DOTC)
  - 日本の第三種鉄道事業者に相当：メトロレール・トランジット・コーポレーション (MRTC)
- 建設主体：Metro Rail Transit Corporation (MRTC)
- 路線距離（営業キロ）：全長16.8km
- 軌間：1,435mm
- 最高速度：65km/h
- 駅数：合計13駅（起終点駅含む）
- 複線区間：全線
- 電化区間：全線電化
- 地下区間：ブエンディア駅 - アヤラ駅間

## 車両

### 現有車両
- 3000形
- 3100形

## 歴史
1989年、LRT1号線の営業開始から5年後に、MRT3号線建設計画が正式に開始した。香港を拠点にするEDSA LRT Corporationが落札したが、政府による不正な契約の捜査のため工事は遅延した。
1995年、Metro Rail Transit Corporation (MRTC)が計画を引き継ぎ、フィリピン運輸省との間でBOT方式での契約を締結した。建設工事は三菱重工業、住友商事、及び現地企業のEEI Corporationが受注し、1996年10月15日に着工した。また、三菱重工業・住友商事は保守業務も受注した。
1999年12月15日に、ノース・アベニュー駅 - ブエンディア駅間(12.6km)が先行開業した。
1日30万人 - 40万人の乗降客数が予測されたが、駅舎の階段が急勾配だったり、既存の公共交通機関との接続が悪いことを理由として、最初の月は乗降客数は1日4万人程度となり、予測を大きく下回った。
また、最大34ペソという高額運賃も不評であった。MRTCは対策として駅にエスカレーターやエレベーターを設置し、運賃の値下げを行った。
2000年7月20日に、ブエンディア駅 - タフト・アベニュー駅間(4.2km)が延伸開業した。
2004年には1日40万人の乗降客数を達成し、マニラ・ライトレール・トランジット・システムを含む3路線の中で最も乗降客数の多い路線となった。
2012年10月、日本企業との保守業務契約を終了し、フィリピン企業に変更された。契約は一ヶ月ごとの短期契約となり、保守のレールを3本しか保有しないなど極端な管理状態となった。
2016年1月より、釜山交通公社など5社による韓国系の企業連合プサン・ユニバーサル・レール（BURI）が保守を引き継いだものの、2016年の1年間だけで586回の故障が起きるなど設備の劣化が著しく、ほとんどの区間で運転速度を20km/hに制限する徐行運転を強いられた。当然ラッシュ時の乗客をさばききれる状態ではなく、運営側では代替バスを運行している。2017年11月6日、フィリピンの運輸通信省は業務の不備や契約不履行などを理由としてBURIとの契約打ち切りを発表。さらに年明けにはBURIの参加企業をフィリピンの公共事業から締め出すことを発表した。
2019年1月7日には、再び住友商事・三菱重工業がメンテナンス業務を受注した。これには老朽化により稼働率が低下した車両・設備の大規模改修も含まれており、2019年1月に着工、2022年7月の完工を予定している。契約金額355億円は国際協力機構の円借款が充てられる。

## 運賃体系
LRT1号線およびLRT2号線と同じく距離制を採用しており、10ペソ - 15ペソである。これは2000年7月15日にエストラーダ大統領によって定められた運賃であり、ジープニーよりも少しだけ高くなるように設定されている。当初は2001年1月までの期間限定措置であったが、運賃の値上げに対する根強い反発のため、現在まで続いている。
このため、政府はMRTCに対し1人あたり約45ペソの補助金を支払っている。
| 駅数     | 運賃   |
| -------- | ------ |
| 1 - 3駅  | 10ペソ |
| 4 - 5駅  | 11ペソ |
| 6 - 8駅  | 12ペソ |
| 9 - 11駅 | 14ペソ |
| 12駅     | 15ペソ |

身長が102cm未満の子供は、無料で乗車できる。

### 乗車券
2015年7月20日より非接触式ICカードen:Beep (smart card)が導入されている。
- 片道乗車券 (Single Journey Ticket)

購入当日のみ使用可能。
- チャージ式(Stored Value Ticket)

20ペソでカード自体を購入し、最低10ペソから最高10,000ペソまでチャージ可能。
LRT1号線およびLRT2号線とMRT3号線で共通で利用できるほか、マニラ首都圏の一部のバス路線、高速道路の料金所のほか、ファミリーマート、サークルK等でも利用可能な電子マネー機能を搭載している。

## 駅一覧
| 駅名                        | 駅名                 | 駅間キロ (km) | 累計キロ (km) | 接続路線・備考                                  | 地上／地下 | 所在地       |
| --------------------------- | -------------------- | ------------- | ------------- | ----------------------------------------------- | ---------- | ------------ |
| ノース・アベニュー駅        | North Avenue         | -             | 0.0           | LRT： 1 LRT1号線（ルーズベルト駅）              | 高架区間   | ケソン市     |
| ケソン・アベニュー駅        | Quezon Avenue        | 1.3           | 1.3           |                                                 | 高架区間   | ケソン市     |
| カムニン駅                  | Kamuning             | 1.0           | 2.3           |                                                 | 高架区間   | ケソン市     |
| アラネタ・センター-クバオ駅 | Araneta Center-Cubao | 1.9           | 4.2           | LRT： 2 LRT2号線（アラネタ・センター-クバオ駅） | 高架区間   | ケソン市     |
| サントラン駅                | Santolan–Annapolis   | 1.5           | 5.7           |                                                 | 高架区間   | ケソン市     |
| オルティガス駅              | Ortigas              | 2.4           | 8.1           |                                                 | 高架区間   | マンダルヨン |
| ショウ・ブルバード駅        | Shaw Boulevard       | 0.8           | 8.9           |                                                 | 高架区間   | マンダルヨン |
| ボニ駅                      | Boni                 | 1.0           | 9.9           |                                                 | 地上区間   | マンダルヨン |
| グアダルーペ駅              | Guadalupe            | 0.8           | 10.7          |                                                 | 高架区間   | マカティ     |
| ブエンディア駅              | Buendia              | 1.9           | 12.6          |                                                 | 地下区間   | マカティ     |
| アヤラ駅                    | Ayala                | 0.9           | 13.5          |                                                 | 地下区間   | マカティ     |
| マガリャネス駅              | Magallanes           | 1.4           | 14.8          | PNR：首都圏通勤線（エドゥサ駅）                 | 高架区間   | マカティ     |
| タフト・アベニュー駅        | Taft Avenue          | 2.0           | 16.8          | LRT： 1 LRT1号線（エドゥサ駅）                  | 地上区間   | パサイ       |

### 延伸予定区間
| 駅名                                     | 駅名                  | 駅間キロ (km) | 累計キロ (km) | 接続路線・備考                                             | 地上／地下 | 所在地   |
| ---------------------------------------- | --------------------- | ------------- | ------------- | ---------------------------------------------------------- | ---------- | -------- |
| ノース・アベニュー駅                     | North Avenue          | -             | -             |                                                            | 高架区間   | ケソン市 |
| ノース・トライアングル・コモン駅（仮称） | North Triangle Common | -             | -             | LRT： 1 LRT1号線 MRT： 7 MRT7号線、 MMS マニラ首都圏地下鉄 | 高架区間   | ケソン市 |

- 斜体は未開業

## 計画

### 輸送量拡大
乗降客数の増大に応えるため、フィリピン運輸省は1日あたり52万人の乗降客数に対応できるよう車両の追加を検討している。

### 改札方式
2014年1月31日にフィリピン運輸省は非接触式ICカードの導入を発表している。LRT1号線およびLRT2号線と共通で利用できる予定。

### 延伸
また、エドゥサ通りに沿ってMRT3号線のノース・アベニュー駅 - モニュメント駅間の延伸も計画されていたが、同区間はLRT1号線が延伸する形で完成している。そして、2017年よりLRT1号線とシームレスにつながるノース・トライアングル・コモン駅（仮称）の建設が開始され、2022年中の完成を目指している。

### 経営統合
その他、MRT3号線の運営権をMRTCからLRTAに移譲し、経営統合する計画がある。